# 347 v.Chr.
Het jaar 347 v.Chr. is een jaartal volgens de christelijke jaartelling. 

## Gebeurtenissen

### Griekenland
- Een Atheense delegatie, onder Aeschines en Demosthenes wordt naar Pella gestuurd om vredesonderhandelingen te voeren met Philippus II van Macedonië.
- Na de dood van Plato verlaat Aristoteles Athene en trekt naar Milete, waar hij zich enkele jaren wijdt aan de studie van de natuurwetenschappen.

### Europa
- Koning Danius (347 - 341 v.Chr.) volgt zijn broer Kinarius op als heerser van Brittannië.

### Italië
- In Rome worden de eerste munten als betaalmiddel gebruikt.

## Geboren
- Roxane, vrouw van Alexander de Grote (waarschijnlijke datum)

## Overleden
- Archytas, Grieks astronoom, filosoof en staatsman (81)
- Plato, Grieks filosoof en schrijver (80)
- Eudoxus van Cnidus, Grieks astronoom en wetenschapper